# Míchova skála
Míchova skála är en kulle i Tjeckien.   Den ligger i regionen Vysočina, i den centrala delen av landet, 120 km sydost om huvudstaden Prag. Toppen på Míchova skála är 773 meter över havet.
Terrängen runt Míchova skála är varierad. Runt Míchova skála är det ganska tätbefolkat, med 52 invånare per kvadratkilometer. Närmaste större samhälle är Telč, 8,2 km sydost om Míchova skála. Omgivningarna runt Míchova skála är en mosaik av jordbruksmark och naturlig växtlighet.